# Radiotelevisión Española
Radiotelevisión Española (em espanhol: Corporación RTVE) (em português: Corporação de Rádio e Televisão Espanhola, S/A) é a empresa pública estatal que assumiu a gestão indireta do serviço público de rádio e televisão espanhol anteriormente denominado Ente Público Radiotelevisión Española (Entidade Pública RTVE) em 2007. A RTVE é o maior grupo audiovisual da Espanha que transmite na língua espanhola. Desde janeiro de 2010, é financiado exclusivamente por subsídios públicos.
A RTVE é responsável pela Televisión Española (La 1, La 2, 24h, Teledeporte, Clan, La 1 HD, La2 HD, Teledeporte HD, Clan HD, TVE 4K, TVE Internacional e Star TVE) e a Rádio Nacional da Espanha (Rádio Nacional, Radio Clásica, Rádio 3, Rádio 4, Rádio 5 ou Rádio 5 Todo Notícias e Radio Exterior de España). Além disso, a empresa opera serviços de internet, que são eles: rtve.com (site da RTVE) e o "A la carta" (serviço de busca na internet). Atualmente, a Radiotelevisión Española é uma das corporações públicas europeias de comunicação que faz parte da União Europeia de Radiodifusão

## Papel como empresa pública
No exercício de sua função de serviço público, entre as obrigações da RTVE estão:
- Promover a disseminação e conscientização dos princípios constitucionais e dos valores cívicos.
- Garanta a objetividade e veracidade das informações fornecidas, garantindo ao mesmo tempo uma ampla gama de visualizações.
- Facilitar o debate democrático e a livre expressão de opinião.
- Promover a coesão territorial e a diversidade linguística e cultural da Espanha.
- Oferecer acesso a diferentes gêneros de programação e a eventos institucionais, sociais, culturais e esportivos de interesse de todos os setores da audiência, prestando atenção aos tópicos de interesse especial do público.
- Atender ao público mais amplo, garantindo máxima continuidade e cobertura geográfica e social, com compromisso com a qualidade, diversidade, inovação e altos padrões éticos.

## História

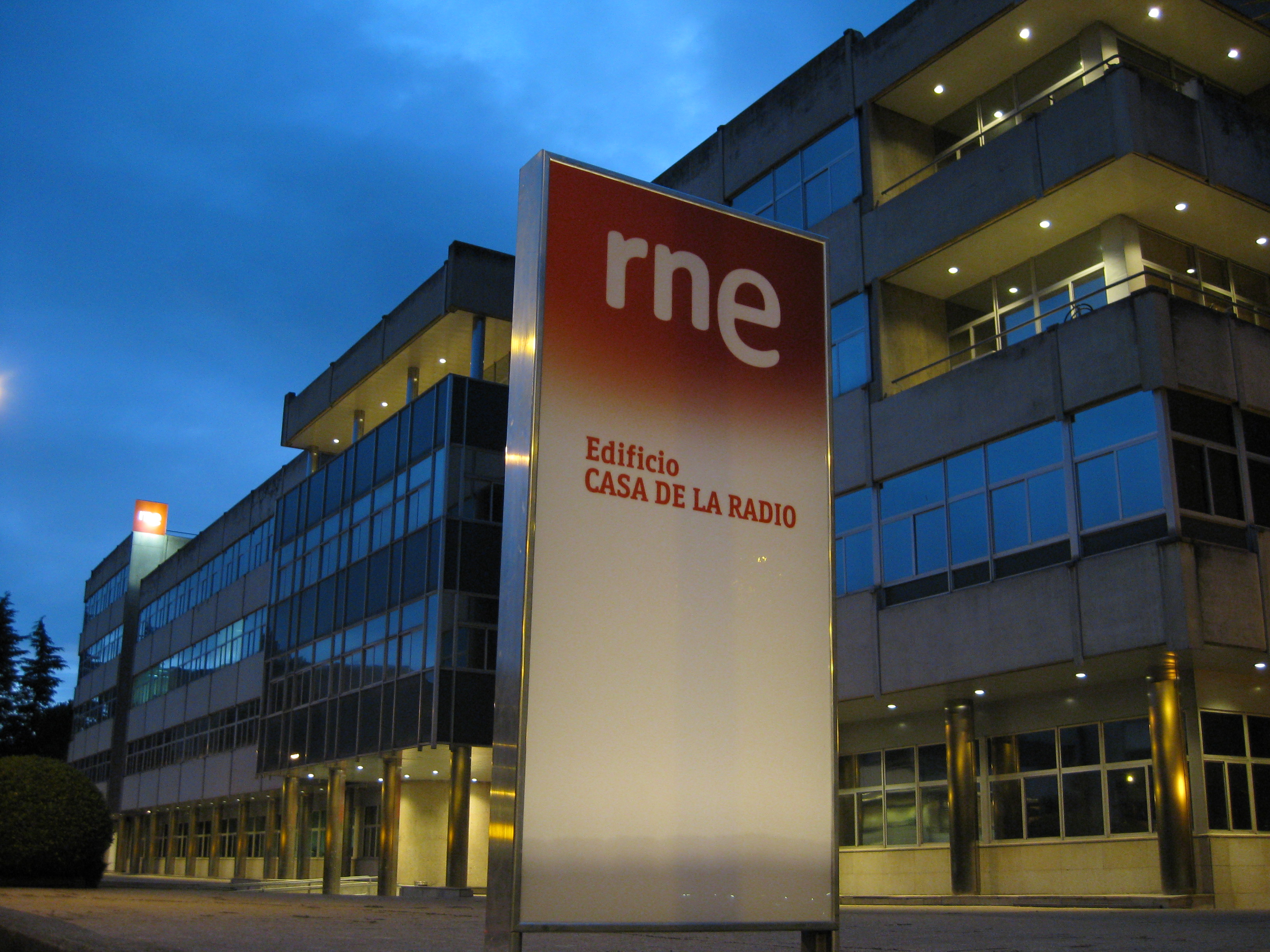
Sede das estações de rádio da Radio Nacional de España em Pozuelo, os estúdios são conhecidos como La Casa de Rádio (A Casa do Rádio)

A história da RTVE começa em 1937 com as primeiras transmissões da Rádio Nacional de Espanha (RNE - Rádio Nacional Espanhola) na cidade de Salamanca, pelo militar José Millán-Astray. Nestes primeiros anos, a RNE serviu como uma ferramenta de propaganda para as forças nacionalistas durante a Guerra Civil Espanhola. O primeiro emissor, com 20 kW de potência, da marca Telefunken, foi um presente da Alemanha Nazista ao Estado Novo Franquista. Mais tarde a rádio seria usada por Francisco Franco para informar o público espanhol. No ano de 1942, a RNE iniciava as primeiras transmissões da Radio Exterior de España, que era transmitida para vários países do mundo e para outras localidades da Europa.
Em meados de 1956 é lançada a Televisión Española com o início das transmissões do canal La 1 (na época apenas "TVE"). Em 1965, a RNE fundava a Rádio 2 da RNE (hoje Rádio Clássica) que era sintonizada através de transmissores de rádio FM e tocava música erudita. No ano seguinte, a TVE lançava outro canal de televisão, desta vez o La 2 (na época "TVE 2"). Com a fundação das emissoras da RNE e da TVE, as duas foram incorporadas ao Serviço Público Centralizado RadioTelevisión Española (Serviço Público Centralizado da RTVE), assim criando a Rádiotelevisión Española.
Em 1979 a RNE iniciava a emissão de mais um canal de rádio, desta vez seria da Rádio 3 com transmissão em FM e uma programação focada em música pop e rock. Em 1980, o NO-DO, que era uma série de arquivos em filmes, foi incorporado à empresa. Por conta do fechamento do NO-DO, atualmente grande parte do arquivo produzido pela empresa fica sob responsabilidade da Filmoteca Española. Ainda na década de 80 em meados de 1988, a Rádiocaderna Española (RCE) foi incorporada à RTVE, assim fundando a atual Rádio 4, transmitido para a população da Catalunha. No ano seguinte, a RTVE expandiu seus negócios na área de televisão e fundava a TVE Internacional. Na época, a transmissão era realizada em testes experimentais, tendo sua fundação oficial somente em 1 de dezembro de 1990 sendo transmitida apenas na América e na Europa.

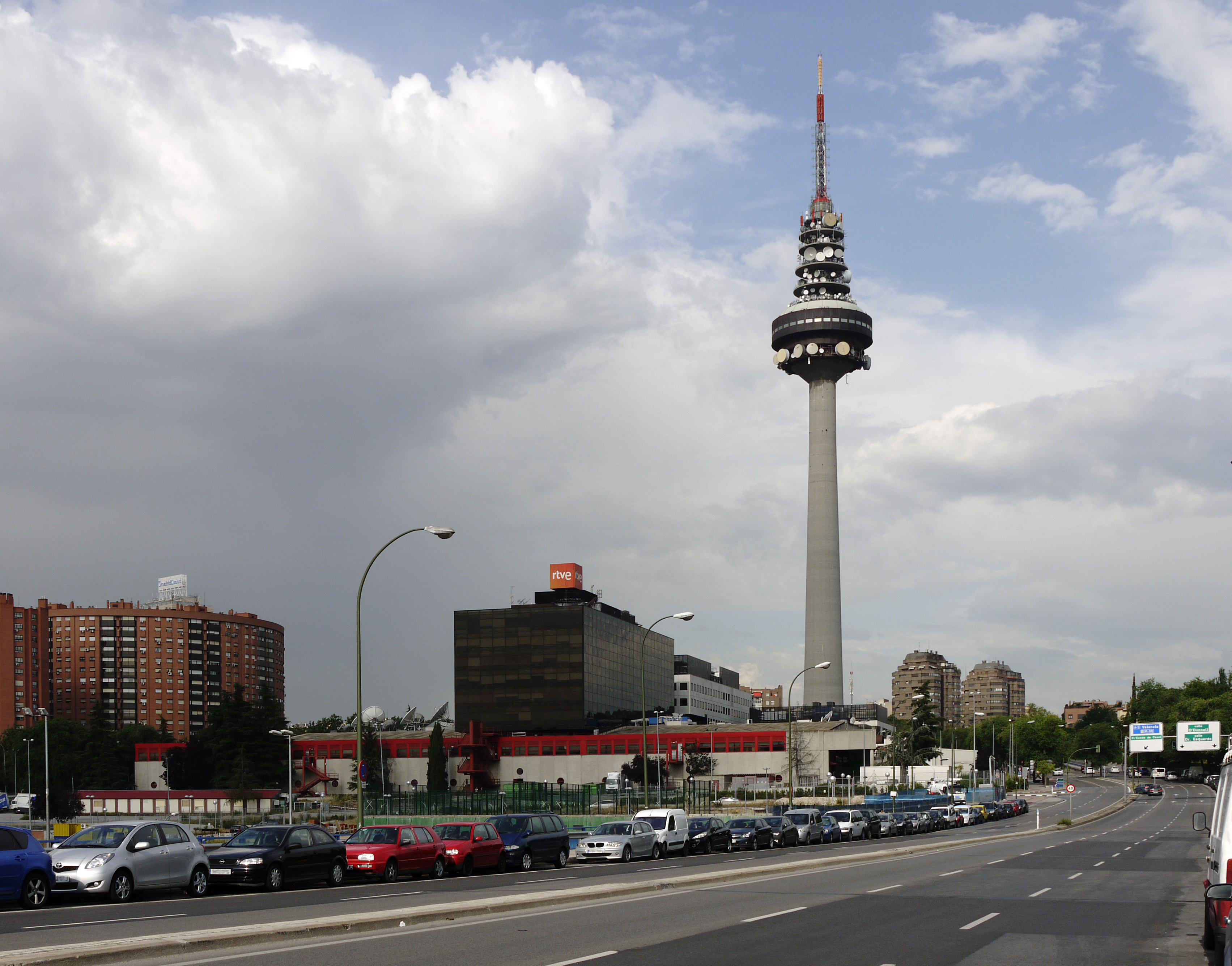
Os serviços das centrais de notícias da TVE estão localizados no alto da Torrespaña. A torre foi inaugurada em 1982 e pertenceu à TVE até 1989.

De acordo com a Lei de Rádio e Televisão do Estado de 5 de junho de 2006, e diante de um enorme déficit, a RTVE e as empresas TVE, S.A. e RNE, S.A. foram dissolvidas, e em 1º de janeiro de 2007, a Corporación RTVE foi criada. A RTVE foi então constituída como uma sociedade mercantil estatal totalmente autônoma, assumindo a forma corporativa de uma sociedade anónima com participação integral do Estado. Pela primeira vez, o presidente dos serviços públicos de radiodifusão foi nomeado pelas Cortes Generales (o legislativo) em vez do Governo da Espanha (o executivo), como acontecia anteriormente com os diretores-gerais do ente público e do servicio público de radiodifusión .
Como parte da reestruturação de 2007, um plano controverso foi implementado para reduzir a força de trabalho em 4.855 funcionários por meio de incentivos à rotatividade e à aposentadoria.

## Logotipos

De 1977 a 1991
De 1991 a 2008
Desde 2008

## Empresas

### Canais de televisão
Os canais de televisão da RTVE são operado pela Televisión Española. Atualmente, a TVE conta com 12 canais, entre eles estão:
| Logótipo | Canal             | Descrição | Fundação                          |
| -------- | ----------------- | --- | --------------------------------- |
|          | La 1              | Generalista, dedicado à informação, ficção, entretenimento, documentários e desporto.                                              | 28 de outubro de 1956 (68 anos)   |
|          | La 2              | Canal dedicado à cultura, documentários da vida selvagem, clássico filmes nacionais e estrangeiros e séries americanas.            | 15 de novembro de 1966 (58 anos)  |
|          | 24h               | Canal de informação e de magazines.                                                                                                | 15 de setembro de 1997 (27 anos)  |
|          | Teledeporte       | Canal dedicado ao desporto. | 14 de fevereiro de 1994 (31 anos) |
|          | Clan              | Canal de televisão de temática infantil e juvenil, emitindo séries espanholas e estrangeiras, de imagem real ou desenhos animados. | 12 de dezembro de 2005 (19 anos)  |
|          | La 1 UHD          | Simultâneo em ultra alta definição da La 1.                                                                                        | 11 de fevereiro de 2024 (1 ano)   |
|          | TVE Internacional | Canal internacional. | 1 de dezembro de 1989 (35 anos)   |
|          | Star TVE          | Canal internacional dedicado à séries espanholas.                                                                                  | 18 de janeiro de 2016 (9 anos)    |

### Canais extintos
| Logo | Canal                                    | Inicio das transmissões | Extinção               | Formato de imagem |
| ---- | ---------------------------------------- | ----------------------- | ---------------------- | ----------------- |
|      | Canal AluCine Canal de filmes            | 15 de setembro de 1997  | 1 de setembro de 2000  | SD                |
|      | Cine Paraíso Canal de filmes             | 15 de setembro de 1997  | 1 de setembro de 2000  | SD                |
|      | Canal Toros Canal de touraria            | 25 de abril de 1998     | 2002                   | SD                |
|      | Canal Nostalgia Canal de arquivos        | 15 de setembro de 1997  | 30 de novembro de 2005 | SD                |
|      | TVE-50 Canal de arquivos                 | 30 de novembro de 2005  | 1 de janeiro de 2007   | SD                |
|      | Docu Canal de documentários              | 10 de outubro de 1994   | 23 de abril de 2009    | SD                |
|      | Cultural·es Canal de cultura             | 23 de abril de 2009     | 1 de janeiro de 2011   | SD                |
|      | Canal Clásico Canal de música clássica   | 8 de janeiro de 1994    | 10 de setembro de 2001 | SD                |
|      | TVE-HD Simulcast dos canias da TVE em HD | 17 de julho de 2009     | 30 de dezembro de 2013 | HD                |

### Emissoras de rádio
As estações de rádio da RTVE são operadas pela Radio Nacional de España
| Logotipo | Tipo de programação |
| -------- | --- |
|          | Radio Nacional de España: Rádio Nacional de España é a principal rádio da RTVE. Transmite informação, desporto e música         |
|          | Radio Clásica: (anteriormente conhecida como: Radio 2) Radio Clássica é uma emissora de rádio que toca música clássica          |
|          | Radio 3: Radio 3 é uma emissora de rádio com foco em música predominantemente popular                                           |
|          | Ràdio 4:: Ràdio 4 é uma emissora de rádio localizada na Catalunha                                                               |
|          | Radio 5 : (anteriormente conhecida como: Radio 5 Todo Noticias) é uma emissora de rádio que transmite notícias 24 horas por dia |
|          | Radio Exterior de España: Transmissão internacional da RNE para vários países do mundo com mais de 80 idiomas oficiais.         |